# Kœking
Kœking est une ancienne commune française du département de la Moselle, rattachée à celle de Thionville le 1er juillet 1970.
Ses habitants sont appelés les Kénger en platt. D'autre part, les villages de Kœking et Garche représentent un total de 1 563 habitants en 2017.

## Géographie
Situé sur la rive gauche de la Moselle, dans le thionvillois, ce village n'est pas contigu à Thionville et constitue avec Garche une enclave extra-communale.

### Hydrographie
Située dans une zone inondable, cette localité a souvent été victime d’inondations lors des crues de la rivière Moselle. Ce qui lui vaut le surnom de « la Venise thionvilloise ».
Par ailleurs, le village de Kœking est limitrophe du ruisseau de Warpich.

### Voies de communication et transports
Entre 1903 et 1935, cette localité était desservie par la ligne de Thionville à Mondorf-les-Bains.

## Toponymie
- Mentions anciennes : Kœking (1322)[3], Kœckinga (1411)[4], Kychingen (1473)[5], Keichingen (1528 et 1537)[5], Kechingen et Kikingen (1681)[6], Kechuingen (1686)[6], Kaikingen et Kolchin (XVIIIe siècle)[6], Keichingen et Kerchingen (1701)[6], Kaichingen (1706)[6], Kekin (1724)[6], Koekin (1756)[6], Koeking (1793)[7], Kaiking (1801)[7], Koecking (sans date)[7], Kechingen (1871-1918), Köckingen (1940-1944).
- Keichingen en allemand[6]. Kéngen[8], Kechengen et Kéichéngen en francique lorrain.
- C'est probablement les orthographes Keichingen et Kaichingen qui ont donné les gentilés Keichinger et Kaichinger, que l'on retrouve en tant que patronyme dans les communes alentour du Pays Thionvillois[9].

## Histoire
Kœking a dépendu de la seigneurie de Cattenom et du bailliage de Thionville ; ce village était par ailleurs le siège d'une justice haute, moyenne et basse en 1681. La paroisse de l’église Saint-Rémy de Husange regroupait Garche et Kœking. Au XVIIIe siècle Il ne restait du village de Hussange (Husange) qu'une église isolée sur le ban de Kœking.
Vers 1817, cette localité se compose de 312 individus, 62 maisons et 165 hectares de terres et prés. Kœking a été rattaché à l’ancienne commune de Garche de 1809 à 1921, puis réuni avec Garche et Œutrange à Thionville en 1970,.

## Administration
| Période                                  | Période | Identité       | Étiquette | Qualité |
| ---------------------------------------- | ------- | -------------- | --------- | ------- |
|                                          |         |                |           |         |
| 19??                                     | 1970    | Pierre Schmitt |           |         |
| Les données manquantes sont à compléter. |         |                |           |         |

## Démographie
| 1793 | 1800 | 1806 | 1926 | 1931 | 1936 | 1946 | 1954 | 1962 |
| ---- | ---- | ---- | ---- | ---- | ---- | ---- | ---- | ---- |
| 240  | 299  | 303  | 295  | 311  | 299  | 263  | 232  | 264  |

| 1968 | - | - | - | - | - | - | - | - |
| ---- | - | - | - | - | - | - | - | - |
| 246  | - | - | - | - | - | - | - | - |

## Culture locale et patrimoine

### Sobriquets
Les habitants de Kœking sont historiquement surnommés : Kenger mouken (les crapauds de Kœking), Kenger gunzen (les jars de Kœking) et Kenger Güstav (les Gustaves de Kœking).

### Lieux et monuments
- Chapelle Sainte-Lucie (1678-1679), où l'on célébrait la messe durant les inondations, a été détruite dans les années 1930[10]. Après 1930, la construction de la nouvelle Mairie-Ecole aboutit à la destruction de la chapelle. Un petit oratoire rappelle l’ancien emplacement de la chapelle au 80 rue de Saint-Rémy.
- Croix monumentale du XVIe siècle, portant la date 1681 (date de restauration supposée) ; rue Saint-Rémy[14]
- Croix de chemin du XVIIe siècle ; au lieu-dit Froschenpfuhl[15]

### Héraldique
| Blason de Kœking | Blason  | Coupé : au 1er de gueules à l'agneau pascal d'argent portant une bannière d'argent chargée d'une croix du champ au bout d'une hampe d'or, au 2e d'azur à trois fasces d'or. |
| Blason de Kœking | Détails | |